# Niets dan dit
Niets dan dit is een nummer van de Zeeuwse band BLØF. Het is de tweede single van hun derde studioalbum Boven uit 1999. Op 11 juni dat jaar werd het nummer op single uitgebracht.

## Achtergrond
De single werd een bescheiden radiohit in Nederland, maar bereikte desondanks de Nederlandse Top 40 op Radio 538 niet. De single bleef op een 8e positie in de Tipparade steken. Wél werd de 62e positie bereikt in de Mega Top 100 op Radio 3FM.
In België werd géén notering behaald in zowel de Vlaamse Ultratop 50, de Vlaamse Radio 2 Top 30 als de Waalse hitlijst.

## Videoclip
De bijbehorende videoclip is geregisseerd door fotograaf Maarten Corbijn. In de clip spelen Esmée de la Bretonière en Roeland Fernhout een pas getrouwd stel. In Nederland werd de videoclip destijds op televisie uitgezonden door TMF en door BNN in het popprogramma Top of the Pops op Nederland 2.